# Таліта до Валле
Таліта Флавія Вієйра ду Валлі Фрейріа (порт.-браз. Talitha Flavia Vieira do Valle Freiria; 1983, Рібейран-Прету, Бразилія — 30 червня 2022, Харків, Україна) — бразильська модель, акторка, благодійниця та снайперка. Учасниця гуманітарних місій по всьому світу (у війні проти ІДІЛ в Іраку; на боці України під час повномасштабного російського вторгнення 2022 року).

## Біографія
Таліта народилася у Бразилії. З дитинства хотіла бути моделлю. У 18 років почала зніматися для журналів та телебачення, з дитинства грала в театрі.
Працювала моделлю й акторкою. Після цього вивчала право. Брала участь у порятунку тварин з неурядовими організаціями. Пройшла снайперську підготовку в Пешмерзі. В Іраку Таліта хотіла працювати у комісії з прав мігрантів і біженців. Однак пройшла снайперську підготовку та воювала проти ІДІЛ.

### Служба у Міжнародному легіоні ЗСУ
Під час російського вторгнення в Україну вступила доброволицею в іноземний легіон ЗСУ. Пережила бомбардування в Києві.
Загинула в Харкові від задухи під час пожежі, спричиненої влучанням снаряда в бомбосховище. Під час удару також загинув колишній бразильський солдат Дуглас Буріго, який прийшов до бункера шукати її.
У неї залишився брат Тео Родріго Вієра.

## Нагороди
- Орден «За мужність» ІІІ ступеня (2 лютого 2023 року, посмертно) — за особисту мужність і самовідданість, виявлені у захисті державного суверенітету та територіальної цілісності України, вірність військовій присязі.[14]